# Hassan Raghab
Hassan Raghab (arabe : حسن راغب ; né en 1904 en Égypte et mort en octobre 1973 à l'âge de 69 ans) est un joueur de football international égyptien, qui évoluait au poste de milieu de terrain.

## Biographie

### Carrière en club
Il a joué dans le club d'Ittihad Alexandrie à Alexandrie.

### Carrière en sélection
Il a participé au mondial de 1934 en Italie où ils ne joueront qu'un match au premier tour contre la Hongrie, où ils s'inclineront par 4 buts à 2.